# Liste d'avions militaires de la Première Guerre mondiale
La Première Guerre mondiale voit le plein essor des premiers avions militaires, après de timides tâtonnements et utilisations avant guerre.
(Voir aussi Liste des armes de la Première Guerre mondiale, qui comporte une longue liste d'avions militaires).

## Avions et dirigeables allemands
| Mise en service | Image                    | Pays            | Constructeur      | Modèle            | Type/Rôle                                      | Équipage | Note |
| --------------- | ------------------------ | --------------- | ----------------- | ----------------- | ---------------------------------------------- | -------- | ---- |
| 1914            |                          | Empire allemand | AEG               | AEG B.I           | Avion de reconnaissance                        | 2        |      |
| 1914            | AEG_B.II_1915            | Empire allemand | AEG               | AEG B.II          | Avion de reconnaissance                        | 2        |      |
| 1915            |                          | Empire allemand | AEG               | AEG B.III         | Avion de reconnaissance                        | 2        |      |
| 1916            |                          | Empire allemand | AEG               | AEG C.IV          | Avion de reconnaissance                        | 2        |      |
| 1916            | AEG C.VIII Triplane 1917 | Empire allemand | AEG               | AEG C.VIII        | Avion de reconnaissance                        | 2        |      |
| 1917            |                          | Empire allemand | AEG               | AEG J.I           | Avion d'attaque au sol                         | 2        |      |
| 1915            | AEG G.I en 1910          | Empire allemand | AEG               | AEG G.I           | Bombardier                                     | 3        |      |
| 1915            |                          | Empire allemand | AEG               | AEG G.II          | Bombardier                                     | 3        |      |
| 1915            | AEG G.III G.212 1915     | Empire allemand | AEG               | AEG G.III         | Bombardier                                     | 3        |      |
| 1916            |                          | Empire allemand | AEG               | AEG G.IV          | Bombardier                                     | 3        |      |
| 1916            |                          | Empire allemand | Albatros          | Albatros C.I      | Avion de reconnaissance                        | 2        |      |
| 1916            |                          | Empire allemand | Albatros          | Albatros C.III    | Avion de reconnaissance                        | 2        |      |
| 1916            |                          | Empire allemand | Albatros          | Albatros C.V      | Avion de reconnaissance                        | 2        |      |
| 1916            |                          | Empire allemand | Albatros          | Albatros C.VII    | Avion de reconnaissance                        | 2        |      |
| 1917            |                          | Empire allemand | Albatros          | Albatros C.X      | Avion de reconnaissance                        | 2        |      |
| 1918            |                          | Empire allemand | Albatros          | Albatros C.XII    | Avion de reconnaissance                        | 2        |      |
| 1916            |                          | Empire allemand | Albatros          | Albatros D.II     | Avion de chasse                                | 1        |      |
| 1916            |                          | Empire allemand | Albatros          | Albatros D.III    | Avion de chasse                                | 1        |      |
| 1917            |                          | Empire allemand | Albatros          | Albatros D.V      | Chasseur                                       | 1        |      |
| 1915            |                          | Empire allemand | AGO               | AGO C.I           | Avion de reconnaissance armé                   | 2        |      |
| 1914            |                          | Empire allemand | Aviatik           | Aviatik B.I       | Avion de reconnaissance                        | 2        |      |
| 1915            |                          | Empire allemand | Aviatik           | Aviatik C.I       | Avion de reconnaissance                        | 2        |      |
| 1916            |                          | Empire allemand | DFW               | DFW C.V           | Avion de reconnaissance Avion d'attaque au sol | 2        |      |
| 1916            |                          | Empire allemand | Friedrichshafen   | G.II              | Bombardier                                     | 3        |      |
| 1917            |                          | Empire allemand | Friedrichshafen   | G.III             | Bombardier                                     | 3        |      |
| 1915            |                          | Empire allemand | Fokker            | Fokker E.III      | Avion de chasse                                | 1        |      |
| 1917            |                          | Empire allemand | Fokker            | Fokker Dr.I       | Avion de chasse                                | 1        |      |
| 1918            |                          | Empire allemand | Fokker            | Fokker D.VII      | Avion de chasse                                | 1        |      |
| 1918            |                          | Empire allemand | Fokker            | Fokker E.V/D.VIII | Avion de chasse                                | 1        |      |
| 1916            |                          | Empire allemand | Gotha             | Gotha G.IV        | Bombardier                                     | 3        |      |
| 1917            |                          | Empire allemand | Gotha             | Gotha G.V         | Bombardier                                     | 3        |      |
| 1917            |                          | Empire allemand | Halberstädter     | Halberstadt CL.II | Avion de chasse Avion d'attaque au sol         | ?        |      |
| 1918            |                          | Empire allemand | Halberstädter     | Halberstadt CL.IV | Avion de chasse                                | 2        |      |
| 1918            |                          | Empire allemand | Halberstädter     | Halberstadt C.V   | Avion de reconnaissance                        | 2        |      |
| 1916            |                          | Empire allemand | Halberstädter     | Halberstadt D     | Avion de chasse                                | 1        |      |
| 1917            |                          | Empire allemand | Hannover (en)     | Hannover CL.III   | Avion d'attaque au sol                         | 2        |      |
| ?               |                          | Empire allemand | Hannover (en)     | Hannover D        | ?                                              | ?        |      |
| 1916            |                          | Empire allemand | Hansa-Brandenburg | C.I               | Avion de reconnaissance Avion d'attaque au sol | 2        |      |
| 1916            |                          | Empire allemand | Hansa-Brandenburg | D.I               | Avion de chasse                                | 1        |      |
| 1916            |                          | Empire allemand | Hansa-Brandenburg | KDW               | Hydravion de chasse                            | 1        |      |
| 1917            |                          | Empire allemand | Hansa-Brandenburg | W.12              | Hydravion de chasse                            | 2        |      |
| 1918            |                          | Empire allemand | Hansa-Brandenburg | W.29              | Hydravion de chasse                            | 2        |      |
| 1918            |                          | Empire allemand | Junkers           | Junkers CL.I      | Avion de chasse Avion d'attaque au sol         | 2        |      |
| 1918            |                          | Empire allemand | Junkers           | Junkers D.1       | Avion de chasse                                | 1        |      |
| 1915            |                          | Empire allemand | LVG               | LVG C.II          | Avion de reconnaissance                        | 2        |      |
| 1917            |                          | Empire allemand | LVG               | LVG C.V           | ?                                              | 2        |      |
| 1917            |                          | Empire allemand | Pfalz             | Pfalz Dr.I        | Chasseur                                       | 1        |      |
| 1917            |                          | Empire allemand | Pfalz             | Pfalz D.III       | Chasseur                                       | 1        |      |
| 1918            |                          | Empire allemand | Pfalz             | Pfalz D.XII       | Chasseur                                       | 1        |      |
| 1916            |                          | Empire allemand | LFG               | LFG Roland C.II   | Avion de reconnaissance                        | 2        |      |
| 1916            |                          | Empire allemand | LFG               | LFG Roland D.II   | Avion de chasse                                | 1        |      |
| 1918            |                          | Empire allemand | LFG               | LFG Roland D.VI   | Avion de chasse                                | 1        |      |
| 1915            |                          | Empire allemand | Rumpler           | Rumpler C.I       | Avion de reconnaissance Avion d'attaque au sol | 2        |      |
| 1917            |                          | Empire allemand | Rumpler           | Rumpler C.IV      | Avion de reconnaissance                        | 2        |      |
| 1916            |                          | Empire allemand | Rumpler           | Rumpler 6B        | Hydravion de chasse                            | 1        |      |
| 1917            |                          | Empire allemand | Siemens-Schuckert | D.III             | Avion de chasse                                | 1        |      |
| 1915            |                          | Empire allemand | Siemens-Schuckert | R.I               | Bombardier                                     | 7        |      |
| 1916            |                          | Empire allemand | Zeppelin Staaken  | R.VI              | Bombardier                                     | 7        |      |

Ballon / dirigeable
| Mise en service | Image | Pays            | Constructeur           | Modèle                                     | Type/Rôle              | Équipage | Note |
| --------------- | ----- | --------------- | ---------------------- | ------------------------------------------ | ---------------------- | -------- | ---- |
| 1898            |       | Empire allemand | Parseval-Sigsfeld      | August von Parseval & H. von Sigsfeld (de) | Ballon d'observation   | ?        |      |
| 1914            |       | Empire allemand | Luftschiffbau Zeppelin | Zeppelin L.3 (LZ.24)                       | Zeppelin d'observation | 4 à 10   |      |
| 1917            |       | Empire allemand | Luftschiffbau Zeppelin | Zeppelin L.48 (LZ.95)                      | Zeppelin d'observation | 19       |      |
| 1918            |       | Empire allemand | Luftschiffbau Zeppelin | Zeppelin L.71 (LZ.113)                     | Zeppelin d'observation | ?        |      |

## Avions américains
| Mise en service |  | Pays d'origine | Fabricant    | Nom                         | Pays utilisateurs          |
| --------------- |  | -------------- | ------------ | --------------------------- | -------------------------- |
| 1916            |  | États-Unis     | Curtiss      | JN-4 Jenny                  | - États-Unis               |
| 1917            |  | Royaume-Uni    | S.E.Saunders | Felixstowe F.2 Curtiss H-16 | - Royaume-Uni - États-Unis |
| 1917            |  | États-Unis     | Curtiss      | N-9                         | - États-Unis               |
| 1917            |  | États-Unis     | Thomas-Morse | S.4                         | - États-Unis               |
| 1918            |  | États-Unis     | Packard      | LUSAC-11                    | - États-Unis               |
| 1918            |  | États-Unis     | Standard     | E-1                         | - États-Unis               |

## Avions autrichiens
| Mise en service |  | Pays d'origine   | Fabricant         | Nom      | Pays utilisateurs                    |
| --------------- |  | ---------------- | ----------------- | -------- | ------------------------------------ |
| 1914            |  | Autriche-Hongrie | Lohner            | E        | - Autriche-Hongrie                   |
| 1915            |  | Autriche-Hongrie | Ungarische Lloyd  | C.II     | - Autriche-Hongrie                   |
| 1916            |  | Empire allemand  | Hansa-Brandenburg | CC       | - Empire allemand - Autriche-Hongrie |
| 1916            |  | Empire allemand  | Hansa-Brandenburg | D1       | - Empire allemand - Autriche-Hongrie |
| 1916            |  | Autriche-Hongrie | Lohner            | C.I      | - Autriche-Hongrie                   |
| 1918            |  | Autriche-Hongrie | Phönix            | C.I      | - Autriche-Hongrie                   |
| 1918            |  | Autriche-Hongrie | Phönix            | D.I      | - Autriche-Hongrie                   |
| 1918            |  | Autriche-Hongrie | Ungarische        | Ufag C.1 | - Autriche-Hongrie                   |

## Avions et dirigeables britanniques
- 1915 : Airco DH.2
- 1916 : Airco DH.4
- 1917 : Airco DH.5
- 1917 : Airco DH.6
- 1917 : Airco DH.9
- 1918 : Austin-Ball A.F.B.1
- 1914 : Avro 504
- 1914 : Avro 511
- 1917 : Blackburn Triplan
- 1918 : Blackburn Kangaroo
- 1916 : Bristol F.2
- 1917 : Bristol Fighter
- 1917 : Bristol M.1
- 1915 : Bristol Scout
- 1919 : Fairey Campania
- 1917 : Felixstowe F.2
- 1916 : Handley Page Type O
- 1918 : Handley Page V/1500
- 1917 : de Havilland 4
- 1917 : de Havilland 5
- 1918 : Martinsyde F.4 Buzzard
- 1917 : North Sea NS-7
- 1914 : Royal Aircraft Factory B.E.2
- 1916 : Royal Aircraft Factory B.E.12
- 1915 : Royal Aircraft Factory F.E.2
- 1916 : Royal Aircraft Factory F.E.8
- 1917 : Royal Aircraft Factory S.E.5
- 1915 : Royal Aircraft Factory S.E.5a
- 1916 : Royal Aircraft Factory R.E.7
- 1916 : Royal Aircraft Factory R.E.8
- 1916 : Short Bomber
- 1916 : Sopwith 1½ Strutter
- 1918 : Sopwith 7F.1 Snipe
- 1917 : Sopwith Baby
- 1917 : Sopwith 1 A2 Camel
- 1916 : Sopwith Pup
- 1917 : Sopwith T.1 Cockoo
- 1916 : Sopwith
- 1915 : SS-3
- 1915 : Vickers F.B.5
- 1918 : Vickers Type 23
- 1917 : Vickers Vimy

## Avions et dirigeables français
| Mise en service |  | Pays d'origine     | Fabricant               | Nom                         | Rôle                             | Pays utilisateurs                                                                |
| --------------- |  | ------------------ | ----------------------- | --------------------------- | -------------------------------- | -------------------------------------------------------------------------------- |
| 1909            |  | France             | Blériot                 | Blériot XI                  | Multiple                         | - France - Suisse                                                                |
| 1916            |  | France             | Breguet                 | Breguet Bre 5               | Bombardier Chasseur d'escorte    | - France - Royaume-Uni                                                           |
| 1917            |  | France             | Breguet                 | Breguet 14                  | Bombardier                       | - France - Belgique                                                              |
| 1918            |  | France             | Breguet                 | Breguet 16                  | Bombardier                       | - France                                                                         |
| 1914            |  | France             | Caudron                 | Caudron G.3                 | Avion de reconnaissance          | - France - Royaume d'Italie - Royaume-Uni                                        |
| 1915            |  | France             | Caudron                 | Caudron G.4                 | Bombardier                       | - France - Royaume d'Italie - Royaume-Uni - Royaume de Roumanie - Empire russe   |
| 1916            |  | France             | Caudron                 | Caudron G.6                 | Bombardier                       | - France - Royaume d'Italie - Royaume-Uni                                        |
| 1918            |  | France             | Caudron                 | Caudron R.11                | Avion de chasse                  | - France - États-Unis                                                            |
| 1918            |  | France             | STAé                    | Dorand AR.2                 | Avion de reconnaissance          | - France - États-Unis - Royaume de Serbie                                        |
| 1914            |  | France             | Farman                  | Farman MF.11                | Avion de reconnaissance          | - France                                                                         |
| 1913            |  | France             | Farman                  | Farman HF.20                | Avion de reconnaissance          | - France                                                                         |
| 1916            |  | France             | Farman                  | Farman F.40                 | Avion de reconnaissance          | - France                                                                         |
| 1915            |  | France Royaume-Uni | Franco-British Aviation | FBA Type B                  | Hydravion de patrouille maritime | - France - Royaume d'Italie - Portugal - Royaume-Uni - Empire russe              |
| 1916            |  | France Royaume-Uni | Franco-British Aviation | FBA Type C                  | Hydravion de patrouille maritime | - France - Royaume d'Italie - Royaume-Uni - Empire russe                         |
| 1917            |  | France             | Hanriot                 | Hanriot HD.1                | Avion de chasse                  | - France - Belgique - États-Unis - Royaume d'Italie - Suisse                     |
| 1917            |  | France             | Hanriot                 | Hanriot HD.3                | Avion de chasse                  | - France                                                                         |
| 1917            |  | France             | Letord                  | Letord 1                    | Bombardier                       | - France                                                                         |
| 1917            |  | France             | Letord                  | Letord 2                    | Bombardier                       | - France                                                                         |
| 1915            |  | France             | Salmson                 | Salmson 2                   | Avion de reconnaissance          | - France - États-Unis                                                            |
| 1914            |  | France             | Morane-Saulnier         | Morane-Saulnier Type G      | Avion de chasse                  | - France - Royaume-Uni - Empire russe                                            |
| 1915            |  | France             | Morane-Saulnier         | Morane-Saulnier Type L      | Avion de chasse                  | - France - Belgique - Royaume de Roumanie - Royaume-Uni - Empire russe           |
| 1915            |  | France             | Morane-Saulnier         | Morane-Saulnier BB (en)     | Avion de reconnaissance          | - Royaume-Uni - Empire russe                                                     |
| 1915            |  | France             | Morane-Saulnier         | Morane-Saulnier Type N      | Avion de reconnaissance          | - France - Royaume-Uni - Empire russe                                            |
| 1915            |  | France             | Morane-Saulnier         | Morane-Saulnier Type P      | Avion de reconnaissance          | - France - Japon - Royaume-Uni - Empire russe                                    |
| 1916            |  | France             | Morane-Saulnier         | Morane-Saulnier Type I (en) | Avion de chasse                  | - Royaume-Uni                                                                    |
| 1916            |  | France             | Morane-Saulnier         | Morane-Saulnier Type T (en) | Avion de reconnaissance          | - France                                                                         |
| 1916            |  | France             | Morane-Saulnier         | Morane-Saulnier Type S (en) | Bombardier                       | - France                                                                         |
| 1917            |  | France             | Morane-Saulnier         | Morane-Saulnier AI          | Avion de chasse                  | - France - Belgique - États-Unis - Japon                                         |
| 1914            |  | France             | Nieuport                | Nieuport 10                 | Avion de reconnaissance          | - France - Belgique - Royaume d'Italie - Royaume-Uni - Empire russe              |
| 1916            |  | France             | Nieuport                | Nieuport 11 « Bébé »        | Avion de chasse                  | - France                                                                         |
| 1916            |  | France             | Nieuport                | Nieuport 12                 | Avion de chasse                  | - France                                                                         |
| 1916            |  | France             | Nieuport                | Nieuport 16                 | Avion de chasse                  | - France                                                                         |
| 1917            |  | France             | Nieuport                | Nieuport 17                 | Avion de chasse                  | - France                                                                         |
| 1917            |  | France             | Nieuport                | Nieuport 23                 | Avion de chasse                  | - France - Belgique - Royaume d'Italie - États-Unis - Royaume-Uni - Empire russe |
| 1917            |  | France             | Nieuport                | Nieuport 24                 | Avion de chasse                  | - France - États-Unis - Japon - Royaume-Uni - Empire russe                       |
| 1917            |  | France             | Nieuport                | Nieuport 25                 | Avion de chasse                  | - France                                                                         |
| 1917            |  | France             | Nieuport                | Nieuport 27                 | Avion de chasse                  | - France - États-Unis - Japon - Royaume-Uni                                      |
| 1917            |  | France             | Nieuport                | Nieuport 28                 | Avion de chasse                  | - France - États-Unis                                                            |
| 1922            |  | France             | Nieuport                | Nieuport-Delage 29          | Avion de chasse                  | - France                                                                         |
| 1917            |  | France             | Paul Schmitt            | Paul Schmitt 7              | Bombardier                       | - France                                                                         |
| 1915            |  | France             | SPA Deperdussin         | SPAD SA C2                  | Avion de chasse                  | - France                                                                         |
| 1916            |  | France             | SPA Deperdussin         | SPAD VII                    | Avion de chasse                  | - France                                                                         |
| 1917            |  | France             | SPA Deperdussin         | SPAD XI                     | Avion de reconnaissance          | - France                                                                         |
| 1917            |  | France             | SPA Deperdussin         | SPAD XII                    | Avion de chasse                  | - France                                                                         |
| 1917            |  | France             | SPA Deperdussin         | SPAD XIII                   | Avion de chasse                  | - France - Belgique - États-Unis - Royaume d'Italie - Royaume-Uni                |
| 1917            |  | France             | SPA Deperdussin         | SPAD XVI                    | Avion de reconnaissance          | - France - États-Unis                                                            |
| 1918            |  | France             | SPA Deperdussin         | SPAD XX                     | Avion de chasse                  | - France                                                                         |
| 1918            |  | France             | STAé                    | Dorand AR.1                 | Avion de reconnaissance          | - France - États-Unis - Royaume de Grèce                                         |
| 1914            |  | France             | Voisin frères           | Voisin 3                    | Bombardier                       | - France                                                                         |
| 1915            |  | France             | Voisin frères           | Voisin 5                    | Bombardier                       | - France - Royaume de Roumanie - Empire russe                                    |
| 1916            |  | France             | Voisin frères           | Voisin 8                    | Bombardier                       | - France                                                                         |

Ballon / dirigeable
- 1914 : Caquot

## Avions et dirigeables italiens
| Mise en service |  | Pays d'origine   | Fabricant           | Nom                 | Rôle                        | Pays utilisateurs                                                                |
| --------------- |  | ---------------- | ------------------- | ------------------- | --------------------------- | -------------------------------------------------------------------------------- |
| 1914            |  | Italie           | Caproni             | Ca.1 Ca.30          | Bombardier                  | - Royaume d'Italie                                                               |
| 1915            |  | Italie           | Caproni             | Ca.2                | Bombardier                  | - Royaume d'Italie                                                               |
| 1916            |  | Italie           | Caproni             | Ca.3                | Bombardier                  | - Royaume d'Italie                                                               |
| 1915            |  | Italie           | Caproni             | Ca.32               | Bombardier                  | - Royaume d'Italie                                                               |
| 1915            |  | Autriche-Hongrie | Lohner              | Lohner L Macchi L.I | Hydravion de reconnaissance | - Autriche-Hongrie - Empire allemand - Royaume d'Italie - Royaume de Yougoslavie |
| 1917            |  | Italie           | Macchi              | Macchi M.5          | Hydravion de chasse         | - Royaume d'Italie                                                               |
| 1917            |  | Italie           | Macchi              | Macchi M.9          | Hydravion de reconnaissance | - Royaume d'Italie - Argentine - Brésil                                          |
| 1917            |  | Italie           | Pomilio (en)        | PE                  | Avion de reconnaissance     | - Royaume d'Italie                                                               |
| 1917            |  | Italie           | SIA                 | SIA 7B              | Avion de reconnaissance     | - Royaume d'Italie                                                               |
| 1917            |  | Italie           | SIA                 | SIA 9 (en)          | Avion de reconnaissance     | - Royaume d'Italie                                                               |
| 1918            |  | Italie           | Caproni             | Ca.40               | Bombardier                  | - Royaume d'Italie                                                               |
| 1918            |  | Italie           | Caproni             | Ca.42               | Bombardier                  | - Royaume d'Italie                                                               |
| 1918            |  | Italie           | Caproni             | Ca.46               | Bombardier                  | - Royaume d'Italie                                                               |
| 1918            |  | Italie           | Ansaldo Aeronautica | A.1 Balilla         | Avion de chasse             | - Royaume d'Italie                                                               |
| 1918            |  | Italie           | Ansaldo Aeronautica | SVA                 | Avion de reconnaissance     | - Royaume d'Italie                                                               |
| 1918            |  | Italie           | Fiat Aviazione      | R.2                 | Avion de reconnaissance     | - Royaume d'Italie - Turquie                                                     |

Ballon / dirigeable
- 1915 : Avorio-Prassone
- 1912 : M-1 SCA

## Avions roumains
| Mise en service |  | Pays d'origine | Fabricant    | Nom               | Pays utilisateurs     |
| --------------- |  | -------------- | ------------ | ----------------- | --------------------- |
| 1914            |  | Roumanie       | Aurel Vlaicu | A Vlaicu III (en) | - Royaume de Roumanie |

## Avions russes
| Mise en service |  | Pays d'origine | Fabricant  | Nom                                     | Rôle                    | Pays utilisateurs |
| --------------- |  | -------------- | ---------- | --------------------------------------- | ----------------------- | ----------------- |
| 1914            |  | Russie         | Russo-Balt | Ilia Mouromets S-23 S-24 S-25 S-26 S-27 | Bombardier              | - Empire russe    |
| 1915            |  | Russie         | Russo-Balt | S.16                                    | Avion de chasse         | - Empire russe    |
| 1916            |  | Russie         | Anatra     | Anatra DS                               | Avion de reconnaissance | - Empire russe    |
| 1916            |  | Russie         | Lebedev    | Lebed 12                                | Avion de reconnaissance | - Empire russe    |
| 1916            |  | Russie         | Russo-Balt | S.20                                    | Avion de reconnaissance | - Empire russe    |

## Avions suisses
- 1909 : Dufaux 4
- 1910 : Dufaux 5
- 1912 : Grandjean L
- 1915 : Wild WTS
- 1916 : Wild WT-1
- 1916 : Wild "Spezial"
- 1916 : Häfeli DH-1
- 1916 : Häfeli DH-2
- 1917 : Häfeli DH-3
- 1918 : Häfeli DH-4
- 1918 : SWS C-1